# ۹۳۱ (قمری)
۹۳۱ (قمری)، نهصد و سی و یکمین سال در گاهشماری هجری قمری است. اول محرم این سال برابر با هشتم نوامبر سال ۱۵۲۴ میلادی است.

## وابسته
- وطاسیان